# Лисичанська міська територіальна громада
Лисичанська міська територіальна громада — територіальна громада в Україні, в Сіверськодонецькому районі Луганської області, з адміністративним центром в місті Лисичанськ.

## Загальна інформація
Площа громади — 418,1 кв. км, населення — 115 273, з них: міське — 112 515, сільське — 2 758.

## Населені пункти
До складу громади належать міста Лисичанськ, Новодружеськ, Привілля, селища міського типу Білогорівка, Вовчоярівка, Малорязанцеве, Мирна Долина, села Біла Гора, Верхньокам'янка, Золотарівка, Рай-Олександрівка, Устинівка, Шипилівка та селища Лисичанський, Лоскутівка, Підлісне, Тополівка.

## Історія
Утворена шляхом об'єднання Лисичанської міської та Білогорівської, Вовчоярівської, Малорязанцівської, Мирнодолинської селищних рад Попаснянського району Луганської області.